# NK Uljanik Pula (2003.)
Nogometni klub "Uljanik" (NK "Uljanik"; Uljanik Pula; Uljanik) je nogometni klub iz Pule, Istarska županija, Republika Hrvatska.
U sezoni 2024./25. natječe se u 2. NL.

## O klubu
Nogometni klub naziva "Uljanik" je djelovao od 1948. do 2003. godine, pri istoimenom športskom društvu kojeg je sponzoriralo brodogradilište "Uljanik", kada mijenja naziv u "Pula 1856", a od 2007. godine djeluje pod nazivom "Istra 1961".  
 
Osnivačka skupština novog NK "Uljanik" je održana u studenom 2003. godine, a klub je službeno registriran 2004. godine. 
 
U početku se "Uljanik" bazirao na igranje s mlađim uzrastima, a kasnije je uvedena i seniorska ekipa, koja je postepeno napredovala kroz ligaški sustav. 

NK "Uljanik" koristi stadion SRC "Uljanik Veruda", kojeg je do 2007. godine koristila "Istra 1961" (odnosno raniji "Uljanik"). 
 
Zbog financijskih problema brodogradilišta "Uljanik" i njegovog kasnijeg gašenja, i NK "Uljanik" upada u financijske probleme. Početkom 2019. godine lokalni poduzetnici preuzimaju klub i tako ga financijski spašavaju, a klub je počeo ostvarivati tješnju športsku suradnju s "Istrom 1961".

## Uspjesi
1. ŽNL Istarska
- prvak: 2016./17.
- doprvak: 2015./16.

2. ŽNL Istarska
- prvak: 2014./15. (Jug)

3. ŽNL Istarska
- prvak: 2011./12. (Jug)

## Pregled po sezonama
| sezona    | rang lige | liga                  | poz.    | klubova u ligi | ut      | pob     | ner     | por     | gol+    | gol-    | bod     | napomene                               | izvori  |
| Uljanik   | Uljanik   | Uljanik               | Uljanik | Uljanik        | Uljanik | Uljanik | Uljanik | Uljanik | Uljanik | Uljanik | Uljanik | Uljanik                                | Uljanik |
| --------- | --------- | --------------------- | ------- | -------------- | ------- | ------- | ------- | ------- | ------- | ------- | ------- | -------------------------------------- | ------- |
| 2011./12. | VII.      | 3. ŽNL Istarska – Jug | 1.      | 8              | 21      | 17      | 2       | 2       | 57      | 14      | 53      |                                        |         |
| 2012./13. | V.        | 2. ŽNL Istarska – Jug | 4.      | 12             | 22      | 12      | 3       | 7       | 46      | 26      | 39      |                                        |         |
| 2013./14. | V.        | 2. ŽNL Istarska – Jug | 7.      | 13             | 24      | 10      | 4       | 10      | 45      | 27      | 34      |                                        |         |
| 2014./15. | VI.       | 2. ŽNL Istarska – Jug | 1.      | 12             | 22      | 18      | 1       | 3       | 79      | 10      | 55      |                                        |         |
| 2015./16. | V.        | 1. ŽNL Istarska       | 2.      | 13             | 24      | 16      | 6       | 2       | 73      | 21      | 54      |                                        |         |
| 2016./17. | V.        | 1. ŽNL Istarska       | 1.      | 13             | 24      | 19      | 5       | 0       | 79      | 12      | 62      |                                        |         |
| 2017./18. | IV.       | 4. NL NS Rijeka       | 7.      | 16             | 29      | 12      | 5       | 12      | 53      | 47      | 41      |                                        |         |
| 2018./19. | IV.       | 4. NL NS Rijeka       | 12.     | 16             | 30      | 10      | 5       | 15      | 41      | 49      | 35      |                                        |         |
| 2019./20. | III.      | 3. HNL – Zapad        | 11.     | 12             | 16      | 3       | 6       | 7       | 19      | 26      | 15      | liga prekinuta zbog pandemije COVID-19 |         |
|           |           |                       |         |                |         |         |         |         |         |         |         |                                        |         |
|           |           |                       |         |                |         |         |         |         |         |         |         |                                        |         |

## Vanjske poveznice
- NK Uljanik Pula, facebook stranica
- Profil, HNS Semafor
- localgymsandfitness.com, NK Uljanik Pula
- findglocal.com, NK Uljanik Pula
- int.soccerway.com, NK Uljanik
- transfermarkt.com, NK Uljanik